# Boscamnant
Boscamnant ist eine südwestfranzösische Gemeinde mit 336 Einwohnern (Stand: 1. Januar 2022) im Département Charente-Maritime in der Region Nouvelle-Aquitaine (vor 2016 Poitou-Charentes). Sie gehört zum Arrondissement Jonzac und zum Kanton Les Trois Monts. Die Einwohner werden Boscamnantais genannt.

## Lage
Boscamnant liegt im Süden der Saintonge etwa 60 Kilometer nordöstlich von Bordeaux. Umgeben wird Boscamnant von den Nachbargemeinden La Genétouze im Norden und Osten, Saint-Aigulin im Osten und Süden, Saint-Martin-de-Coux im Südwesten sowie Le Fouilloux im Westen.

## Bevölkerungsentwicklung
| Jahr                       | 1962 | 1968 | 1975 | 1982 | 1990 | 1999 | 2008 | 2013 | 2019 |
| Einwohner                  | 322  | 331  | 363  | 373  | 321  | 346  | 336  | 404  | 361  |
| Quellen: Cassini und INSEE |      |      |      |      |      |      |      |      |      |

## Sehenswürdigkeiten
- Kirche Sainte-Madeleine, erbaut im 12. Jahrhundert

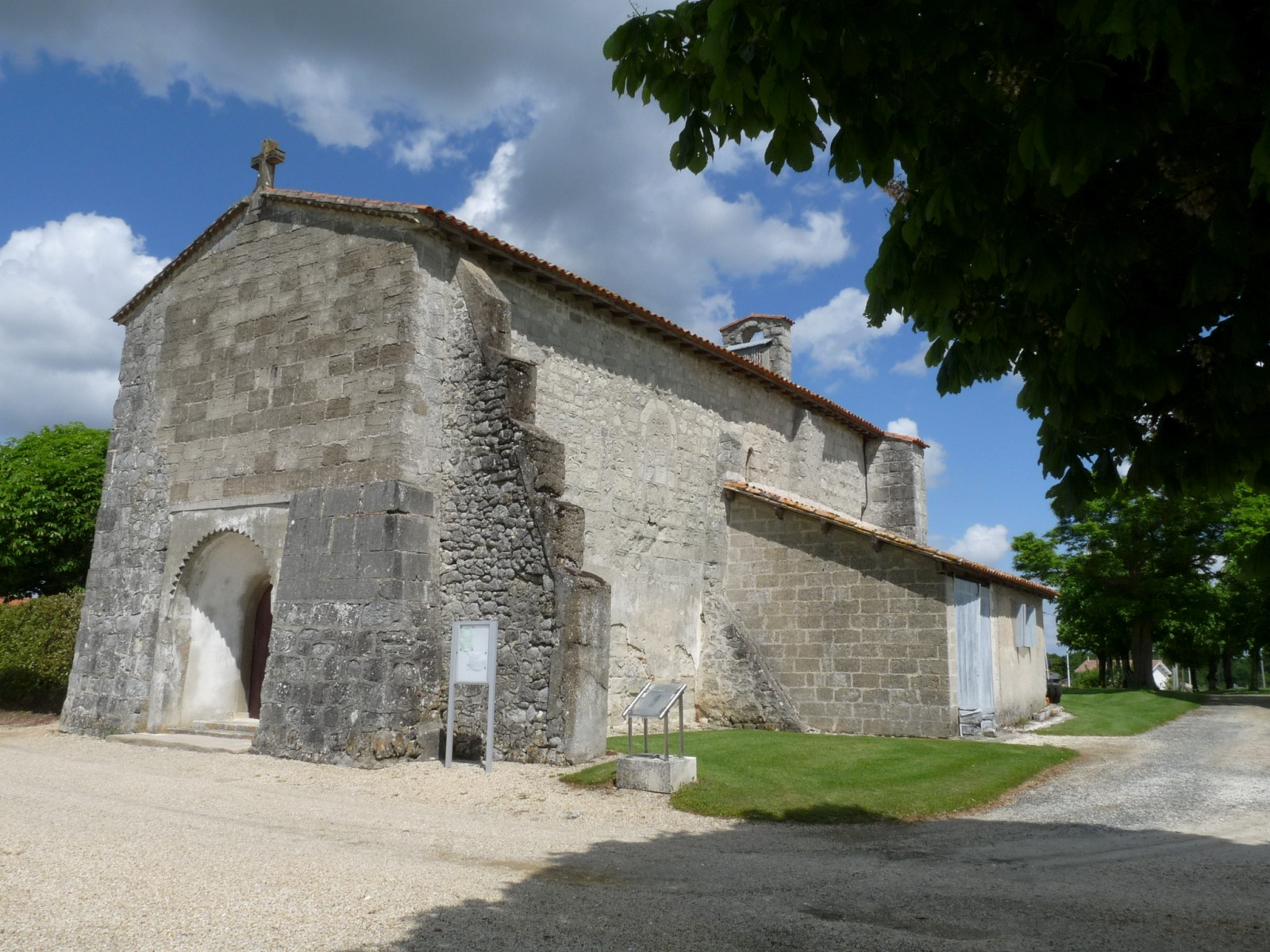
Kirche Sainte-Madeleine